# معبد جان
معبد جان فیلمی به کارگردانی محمد درمنش و نویسندگی قدرت اله فتحی ساختهٔ سال ۱۳۸۷ است.

## بازیگران
- شهراد وثوقی
- رضا توکلی
- پرستو گلستانی
- محبوبه بیات
- سعید داخ
- ناصر فروغ
- محمد الهی
- عباس غزالی
- ساسان بهروزیان
- جهانگیر اژدری